# 地球帝国III
《地球帝国 III》（简称EE3）是一款运行于windows平台的即时战略游戏，由Mad Doc Software开发，Sierra Entertainment在2007年11月6日发布。游戏只有5个时代；分別為古代、中古時代、殖民時代、現代和未來，比前作要少很多。本作是地球帝国系列的最新作品。

## 游戏内容
游戏引入了一些新兵种和新建筑单位以及从全面战争系列引入的“自由战争系统”（freeform campaign structure）设计。玩家将体验到人类整个历史进程。游戏去掉了前作细化文明的设计，将全球文明整合进西方文明，中东文明和东方文明。而且每个文明都可以由玩家设定具体参数。
该作的宣传亮点之一就是“全球战争体验”，游戏有一个地图就是整个地球。在多人游戏部分，也加入了“统治地球”（World Domination）模式。

## 开发情况
该游戏的开发始于2005年开发者利用Sierra Entertainment的官方论坛来收集玩家的意见游戏引擎基于地球帝国 II的Gamebryo 2.0引擎，但经过重新编写，使之更好的支持新的视觉特效，布娃娃系统，以及大量的多边形渲染，高分辨率的材质贴图.